# Арендт, Курт
Курт Гео́ргиевич А́рендт (нем. Kurt Ahrendt (Arendt); 1908, Берлин — 28 февраля 1938, Бутовский полигон) — немецкий советский актёр. Жертва политического террора в СССР.

## Биография
Родился в Берлине в семье банковского служащего. В 1914—1922 годах учился в народной школе, с октября 1922 года по 1926 год получил рабочую специальность слесаря на заводе в Берлине, затем до 1930 года работал помощником слесаря. В 1927 году вступил в Коммунистическую партию Германии.
Сценическую деятельность начал в 1929 году (по другим сведениям в 1930 году) в агитпропгруппе немецких коммунистов «Колонна Линкс» (нем. Kolonne Links); группа выступала с агитационными театральными представлениями — политическими ревью в различных городах Германии и проводила сбор пожертвований для Международной рабочей помощи. В начале 1931 года в составе агитгруппы побывал в СССР с четырёхнедельной поездкой, которой группа была премирована Международной рабочей помощью. Агитгруппа выступила с концертами в крупнейших индустриальных центрах страны. После возвращения в Германию выступления агитгруппы были отменены в силу действия указа рейхспрезидента от 28 марта 1931 года о борьбе с политическими беспорядками.
В мае 1931 года Арендт и пять участников группы «Колонна Линкс» эмигрировали в СССР. Из Бремерхафена они на пароходе «Терек» отправились во Владивосток, в октябре 1931 года прибыли в Москву. По пути выступали с номерами своей программы на предприятиях Владивостока, Иркутска и других городов. В начале 30-х годов получил советское гражданство. С 1932 года — член профсоюза работников просвещения РСФСР.
С 1933 года  — актёр, режиссёр московского театра немецких эмигрантов «Колонне Линкс», руководимого Густавом фон Вангенхаймом. Наряду с актёрской деятельностью работал автослесарем на заводе «Динамо».
В 1933—1935 годах — руководитель молодёжной группы в Московском клубе иностранных рабочих. По рекомендации Коминтерна был направлен в немецкую школу имени Карла Либкнехта: с января 1935 по август 1936 года работал в ней старшим пионервожатым. 
В кино дебютировал в 1933 году в фильме Бориса Барнета «Окраина». Участвовал в съёмках кинофильма «Борцы» (1936), в годы «большого террора» бо́льшая часть членов съёмочной группы подверглась репрессиям.
В 1937—1938 годах работал заведующим хозяйством в клубе Союза «Медсантруд».
Арестован 4 февраля 1938 года, обвинён в принадлежности к контрреволюционной шпионской организации Гитлерюгенд. Приговорён 20 февраля 1938 года Комиссией НКВД СССР и Прокурора СССР к ВМН. Расстрелян 28 февраля 1938 года. Место захоронения — Бутовский полигон.
Реабилитирован 28 июля 1958 года.

## Память
В 1990 году на киностудии DEFA немецко-советской съёмочной группой был снят документальный фильм «Гадины» (нем. Scheusale; режиссёр Х. Клемке) о судьбах шестерых участников агитгруппы «Колонна Линкс», эмигрировавших в 1931 году в СССР.

## Роли в театре

### Немецкий театр «Колонне Линкс» (Москва)
- 1934 — «Герои в подвале» (нем. Helden im Keller) Густава фон Вангенхайма — Курт, штурмовик СА (нем. SA-Mann Kurt)
- 1934 — «Агенты» (нем. Agenten) Густава фон Вангенхайма — Бертрам, фермер (нем. Bauer Bertram)

## Фильмография
- 1933 — Окраина — эпизод (нет в титрах)
- 1934 — Королевские матросы — Высокий
- 1935 — Сокровище погибшего корабля — эпизод (нет в титрах)
- 1936 — Борцы — коммунист Курт